# Clematis ochroleuca
Clematis ochroleuca là một loài thực vật có hoa trong họ Mao lương. Loài này được Aiton mô tả khoa học đầu tiên năm 1789.

## Hình ảnh

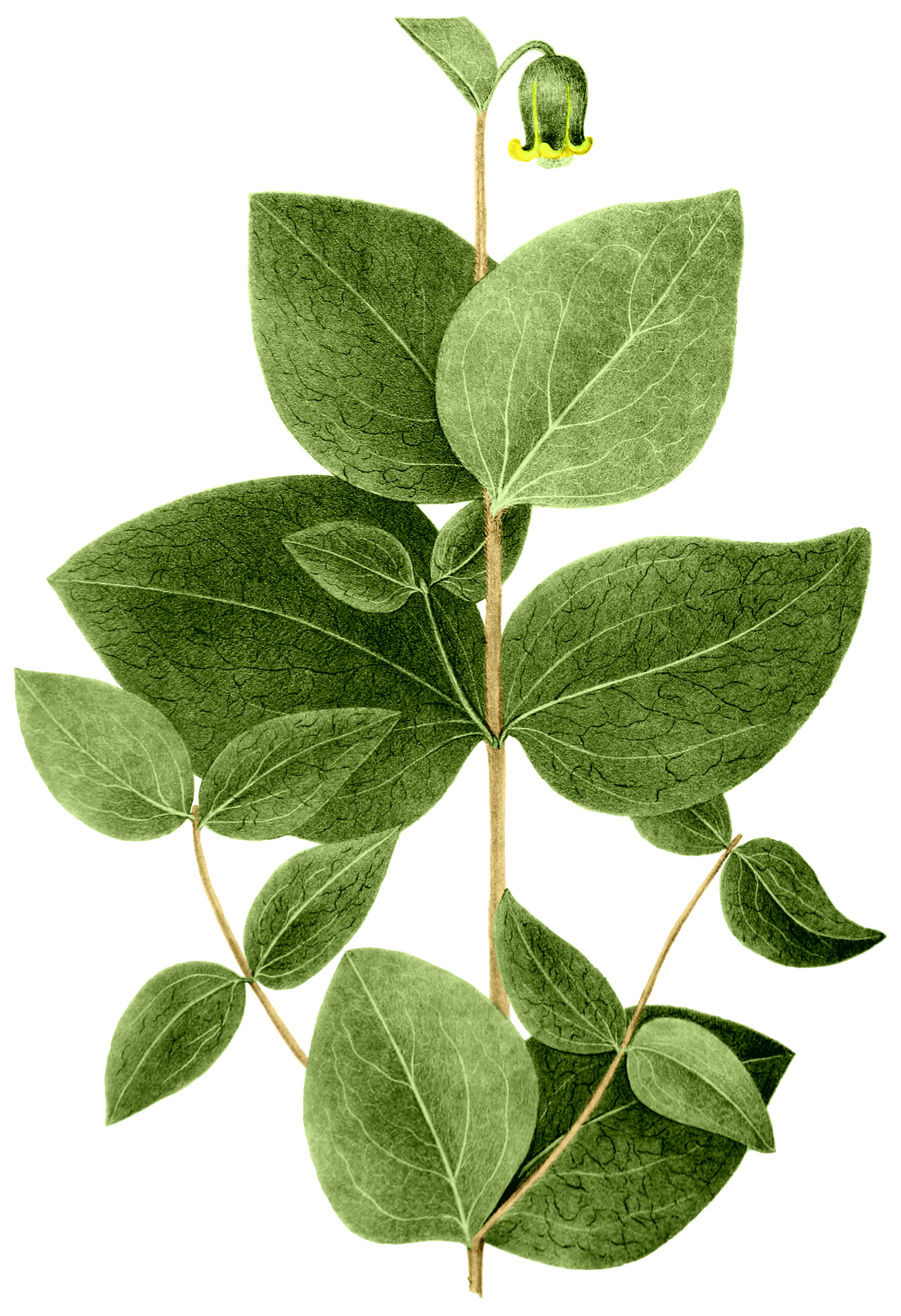
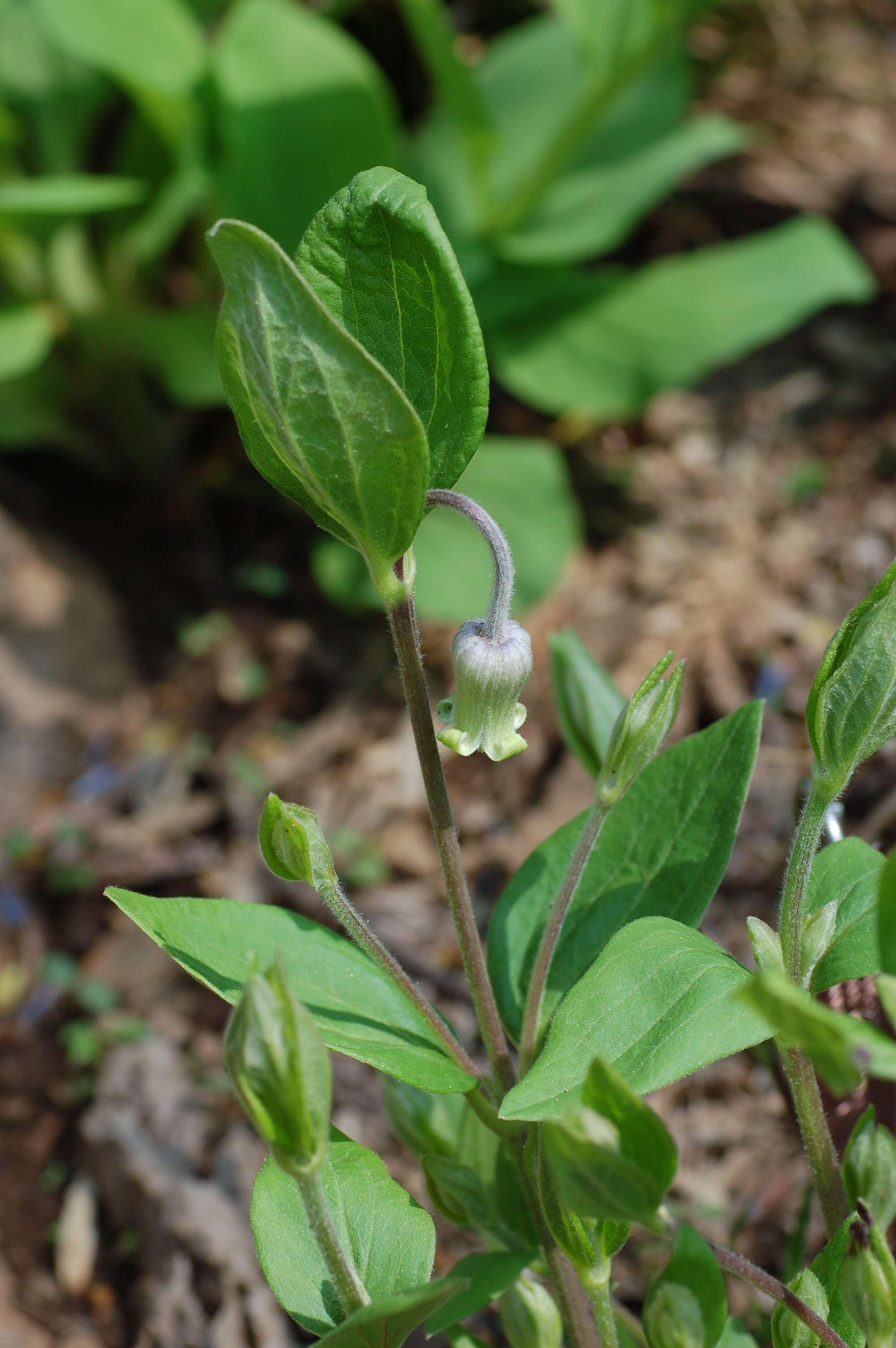
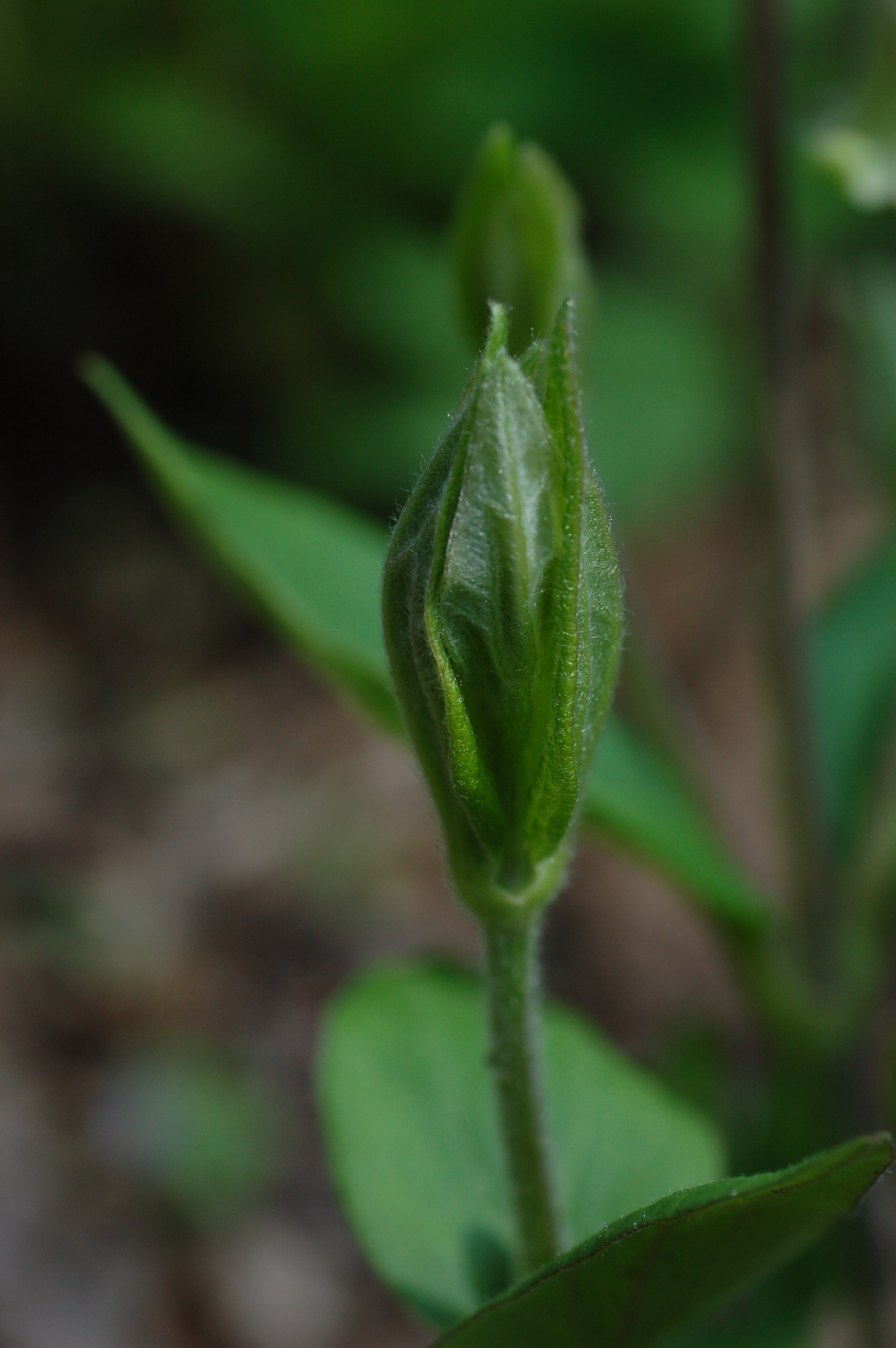
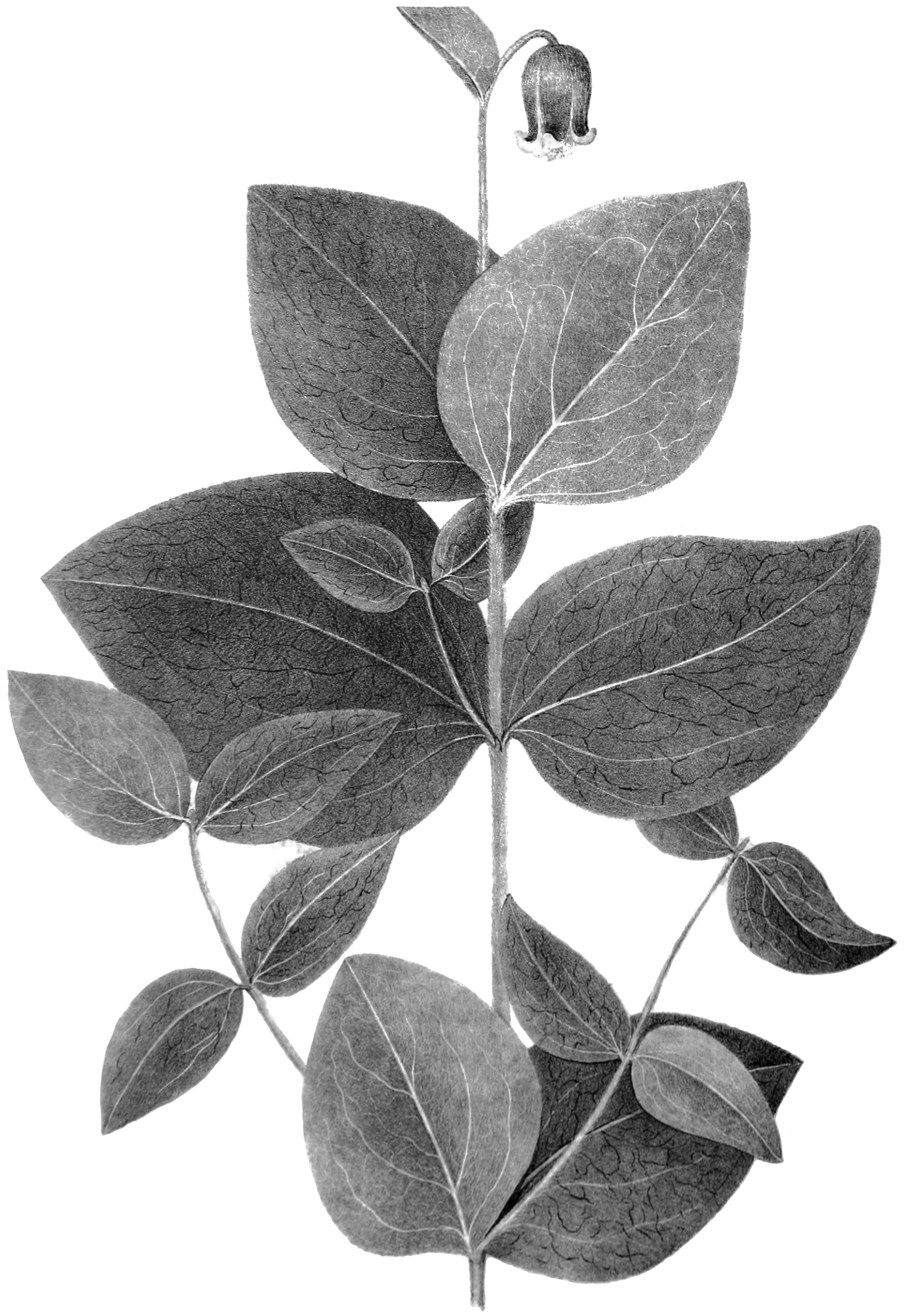